# Narathura plateni
Narathura plateni är en fjärilsart som beskrevs av Evans 1957. Narathura plateni ingår i släktet Narathura och familjen juvelvingar. Inga underarter finns listade i Catalogue of Life.